# Elliott Schwartz
Elliott Shelling Schwartz (New York), 19 januari 1936  - Brunswick 7 december 2016) was een Amerikaans componist en muziekpedagoog.

## Levensloop
Schwartz studeerde compositie bij Otto Luening en Jack Beeson aan de Columbia-universiteit in New York en behaalde aldaar zijn Bachelor of Music in 1957 en zijn Master of musical Arts in 1958. Verder kreeg hij privé-studies bij Paul Creston.
Sinds 1964 is hij professor in muziek aan Bowdoin College in Brunswick (Maine), en 12 jaar ervan was hij directeur van de muziekafdeling.
Van 1988 tot 1992 was hij ook professor voor compositie aan de Ohio State University - School of Music - te Columbus (Ohio). Verder was hij gastprofessor aan het Trinity College of Music in Londen (1967), aan de Universiteit van Californië - College of Creative Studies - Santa Barbara (Californië) (1970, 1973 en 1974), aan de Universiteit van Californië - San Diego - Center for Music Experiment - (1978 tot 1979), aan de Ohio State University in Columbus (Ohio) (1985 tot 1986). Eveneens was hij in de herfst 1993 en in de lente 1999 lecturer aan de Universiteit van Cambridge in het Robinson College.
Schwartz was president van de College Music Society en de National Chair of the American Society of University Composers, nu: Society of Composers, Inc.. Eveneens was hij tweede president van de American Music Center, president van het Maine Composers Forum en later bestuurslid van de American Composers Alliance.
Ook als (mede-)auteur van boeken is hij bekend, zoals Contemporary Composers on Contemporary Music anthology, Music since 1945, Electronic Music: A Listener's Guide, The Symphonies of Ralph Vaughan Williams en Music: Ways of Listening. Verder is hij auteur van talrijke essays, muziek-kritieken en artikelen in verschillende muzikale en opleidingsvakbladen.
Zijn composities werden door vooraanstaande orkesten in de Verenigde Staten en Europa uitgevoerd en op CD's opgenomen.

## Composities

### Werken voor orkest
- 1960 Pastorale, voor kamerorkest
- 1966 Texture, voor kamerorkest
- 1967 Magic Music, voor piano of orgel solo, orkest en geluidsband
- 1970 Island, voor orkest en geluidsband (won de 2e prijs tijdens de Gaudeamus Internationale Muziek Week te Utrecht in 1970)
- 1975 Eclipse III, voor kamerorkest
- 1977 Chamber Concerto I, voor contrabas en kamerorkest
- 1977 Chamber Concerto II, voor klarinet en kamerorkest
- 1977 Chamber Concerto III, voor piano en kamerorkest
- 1978 Chamber Concerto IV, voor saxofoon en kamerorkest
- 1978 Janus, voor piano en orkest
- 1980 Zebra, voor jeugd-orkest en geluidsband
- 1985 Celebrations/Reflections: A Time Warp, voor orkest
- 1986 Four American Portraits, voor kamerorkest
- 1994 rev.1997 Equinox, voor orkest
- 1994 Timepiece 1794, voor kamerorkest en metronomen
  1. Mr. B's Fancye
  2. Clockwise
  3. Make a Joyful Noise
- 1996 Rainbow, voor orkest
- 2000 Mehitabel's Serenade - Concerto, voor saxofoon en orkest
- 2000 Jack-o-Lantern, voor kamerorkest en lichten
- 2002 Water Music, voor strijkorkest en geluidsband
- 2002 Voyager, voor orkest

### Werken voor harmonieorkest
- 1963 Memorial, voor orgel en harmonieorkest
- 1969 Voyage
- 1973 Eclipse II, voor radio's, muziek-boxen, metronomen en harmonieorkest
- 1975 Telly, voor 2 radio's, 3 televisie-apparaten, geluidsband, 5 blazers en 4 slagwerkers
- 1978 Scatter, voor 10 blazers, 2 slagwerkers, 1 "verrassing-instrument" voor het einde van het werk
- 1981 Cleveland Doubles, voor klarinet, saxofoon en harmonieorkest
- 1995 Chiaroscuro: Zebra Variations, voor harmonieorkest Opname van Chiaroscuro: Zebra Variations
- 2001 Rain Forest with Birds, voor harmonieorkest en 3 CD's met opnames van vogels
- 2003 Polar Variations, voor harmonieorkest
- 2005 Downtown Crossing, voor trombone, bastrombone en klein harmonieorkest
- Purple Transformation

### Muziektheater

#### Performances
- 1969 Elevator Music, voor ten minste 12 muzikanten in een lift met ten minste 15 verdiepingen
- 1972 Music for Audience and Soloist, voor 1 solist, die haar/zijn instrument op het podium speelt en luisteraars, ingedeeld in vier onder-groepen, ieder groep met een dirigent
- 1975 A Dream of Beats and Bells, voor piano solist en 10 uitvoerenden, die met radio's, muziek-boxen en metronomen door het publiek wandelen
- 1978 California Games, voor 4-6 improviseerende spelers, 6-10 uitvoerenden met cassette-recorder en koor van het publiek
- 1982 Radio Games, "duet" voor moderatoren in de omroep gebouwen en luisteraars thuis

### Werken voor koren
- 2004 Two Watterson Poems, voor gemengd koor en slagwerk - tekst: William Watterson

### Vocale muziek
- 2004 Two Poems of William Meredith, voor sopraan en piano

### Kamermuziek
- 1963 Divertimento No.1, voor hoorn, klarinet en piano
- 1963 Three Movements, voor koperkwintet
- 1964 Kwartet, voor hobo en strijkers
- 1965 Concert Piece for Ten Players
- 1965 Soliloquies, voor dwarsfluit, klarinet, viool en piano
- 1969 Music for Prince Albert, voor piano, 2 geluidsbanden en assistent
- 1973 Music for Napoleon and Beethoven, voor trompet, piano, 2 geluidsbanden en assistent
- 1975 Jet Piece, voor piano en 3 instrumenten
- 1975 Grand Concerto, voor piano & collages van orkest-concerto passages op geluidsband
- 1980 Bellagio Variations, thema en acht variaties voor strijkkwartet
- 1980 Divertimento No. 4, voor dwarsfluit, contrabas en piano
- 1983 Dream Music with Variations, voor viool, altviool, cello en piano
- 1985 Spirals, voor dwarsfluit, klarinet, strijkkwartet, contrabas en piano
- 1990 Fantastic Prisms, voor zes contrabassen en piano
- 1991 Elan - Variations for Five Players, voor dwarsfluit, klarinet, viool, cello en piano
- 1992 Sinfonia Juxta, voor twee trompetten, piano en slagwerk
- 1992 Chamber Concerto V, voor fagot, strijkkwartet en piano
- 1993 Rows Garden, voor blazerskwintet
- 1993 Aerie, voor zes dwarsfluiten
- 1995 Reflections, voor vijf fagotten en contrafagot
- 1997 Dreamscape, voor hobo, cello, piano, vijf theremins
- 1997 Alto Prisms, voor acht altviolen
- 1998 Spectrum, voor hoorn, cello en tuba
- 1999 Kaleidoscope, voor viool, contrafagot en piano
- 2000 Three Variations on a Name, voor tuba en piano
- 2001 Bird Bath, voor blazerskwintet en opgenomen vogel-klanken
- 2001 Celebration, voor klarinettenkoor en slagwerk
- 2001 Hall of Mirrors, voor saxofoonkwartet en piano
- 2001 Downeast Fanfare, voor drie trompetten met verschillende dempers
- 2003 Riverscape, voor klarinet, strijkkwartet, piano, CD opname van water-klanken, slagwerk
- 2003 Sextet, voor klarinet, strijkkwartet en piano
- 2003 A Riot of Reeds, voor klarinetten-koor
- 2003 Crystal: Cycle of Names and Memories, voor piano en slagwerk
- 2004 By George, voor hobo, cello en piano
- Prelude, Aria and Variations, voor viool en slagwerk

### Werken voor orgel
- Cycles & Gongs, voor orgel, trompet en geluidsband

### Werken voor piano
- 1976 Pentagonal Mobile, voor vijf grote piano's

### Werken voor slagwerk
- 1984 Octagon, voor 8 slagwerkers

## Publicaties
- Elliott Schwartz and Daniel Godfrey: Music Since 1945, Schirmer Books (Macmillan Publishing Company), New York, 1993
- Elliott Schwartz and Barney Childs, with Jim Fox: Contemporary Composers on Contemporary Music - Expanded Edition, Da Capo Press, New York
- Elliott Schwartz: Music: Ways of Listening, CBS College Publishing, 1982
- Elliott Schwartz: New England Music
- Elliott Schwartz: An American View of Musical Performance: Ritual, Space and Illusion, uit een voordracht aan de Universiteit van Keulen